# Neothremma genella
Neothremma genella är en nattsländeart som beskrevs av Donald G. Denning 1966. Neothremma genella ingår i släktet Neothremma och familjen Uenoidae. Inga underarter finns listade i Catalogue of Life.